# 東埔村 (南投縣)

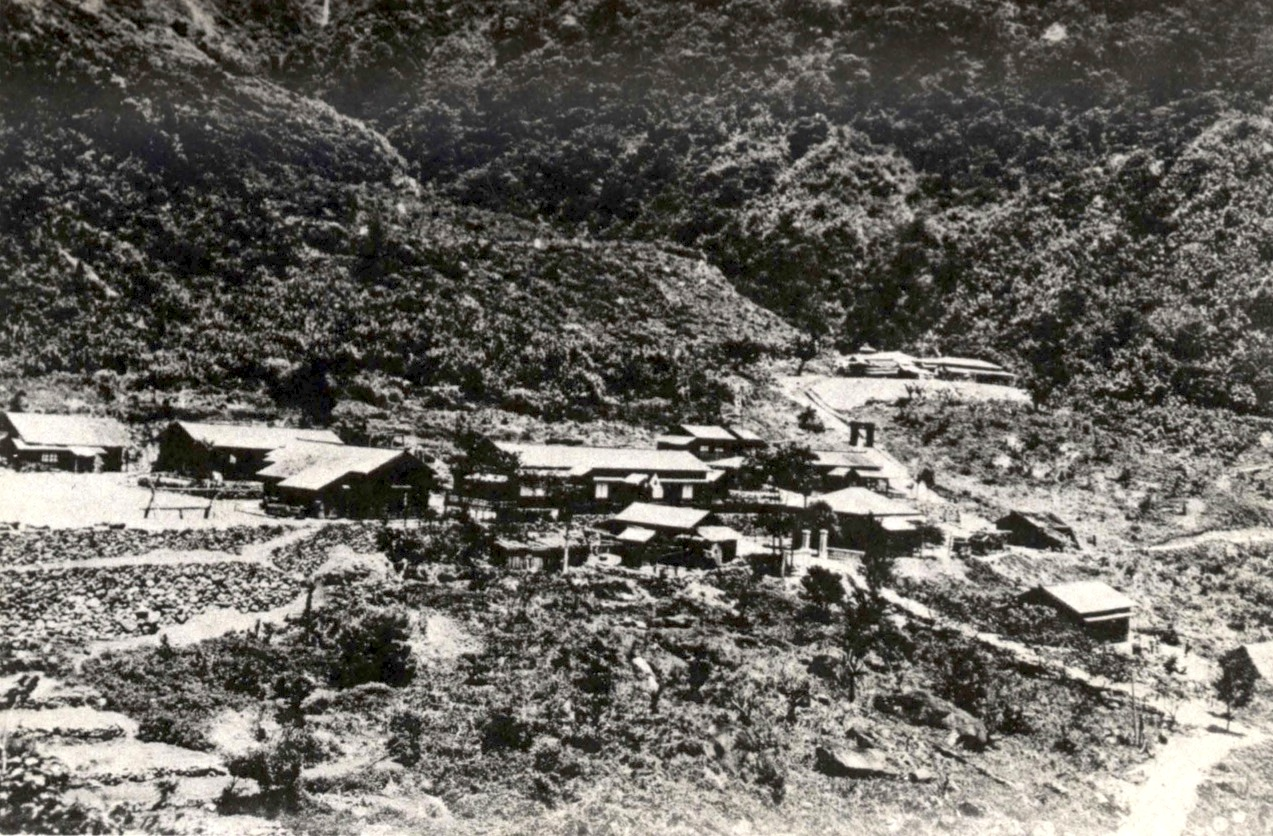
1939年的東埔溫泉

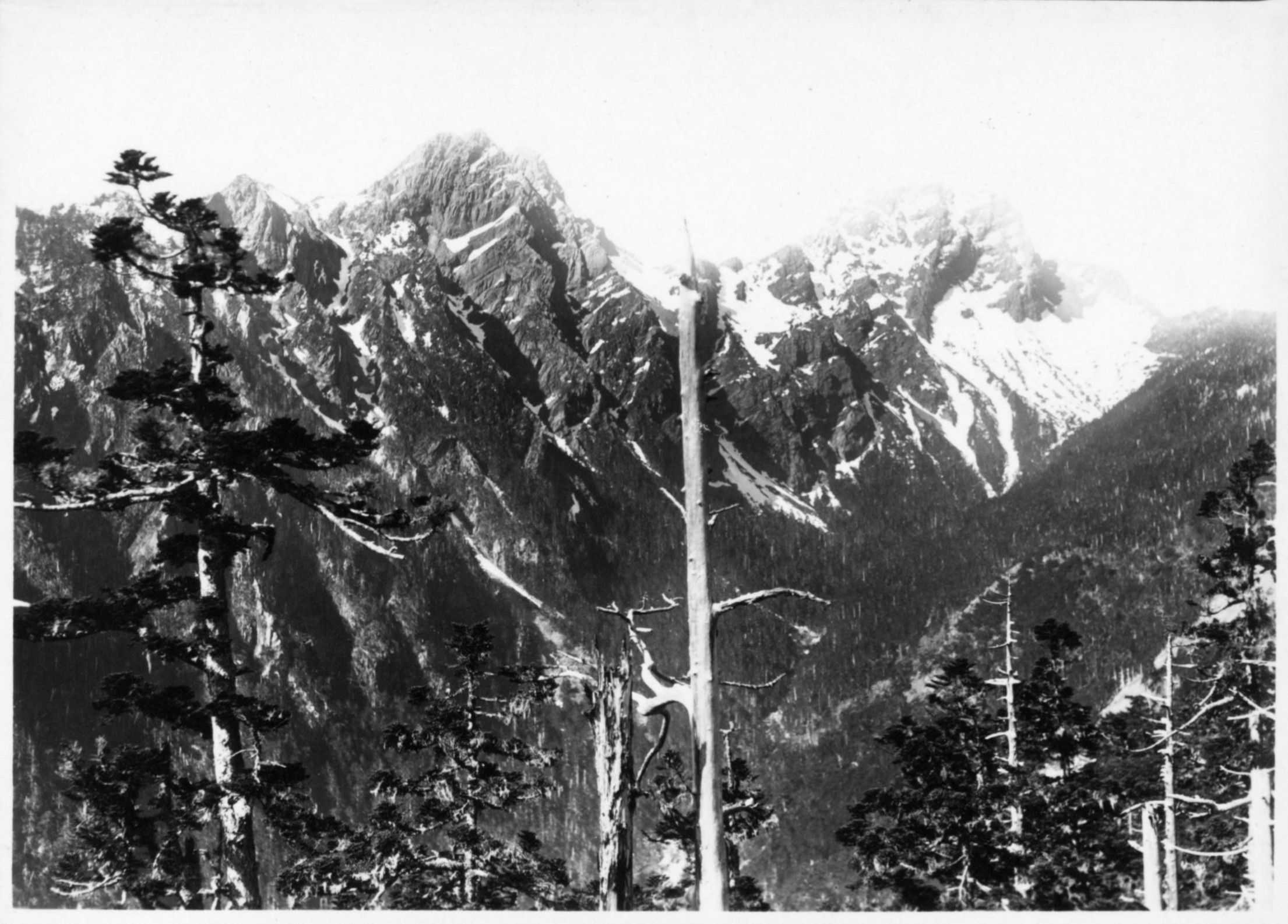
新高山

東埔村（布農語：Tunpu）是臺灣南投縣信義鄉的一個村，位於該鄉南部陳有蘭溪流域，東依同富村，西接花蓮縣卓溪鄉，南鄰嘉義縣阿里山鄉與高雄市桃源區，北與卡里布安村、豐丘村、人和村與雙龍村接壤。該村於1949年自同富村拆分而成立。村內有東埔（沙里仙）與東光（東埔一鄰）等聚落，其中東光位在玉山國家公園境內，是南投縣唯一位在國家公園內的布農族聚落。

## 交通動線
- 投60線（東埔日、月橋）

## 設施與景點

### 東埔
| - 南投縣立東埔國民小學 - 南投縣政府警察局 - 信義分局東埔派出所 - 東埔警光山莊 | - 東埔溫泉 - 天主教臺灣教省臺中教區東埔教會 - 臺灣基督長老教會中布中會東埔教會 - 東埔吊橋 |

### 東光
由日治時期的トンポ社一部落所組成。
| - 臺灣基督長老教會中布中會東光教會 - 原住民族委員會 - 東埔活動中心 | - 玉山國家公園 - 東埔服務中心 - 八通關古道入口 |

## 自然景觀
| - 陳有蘭溪（金門峒斷崖） - 八頂溪（彩虹瀑布） - 樂樂溪 - 雲龍瀑布 - 乙女瀑布 | - 大水窟 八通關草原 - 父不知子斷崖                              | \| - 東巒大山 - 東郡大山 - 義西請馬至山 - 無雙山 - 馬博拉斯山 - 馬利加南山 \| - 八通關山 - 秀姑巒山 - 大水窟山 - 郡大山 - 玉山北峰 - 玉山主峰 \| |
| - 東巒大山 - 東郡大山 - 義西請馬至山 - 無雙山 - 馬博拉斯山 - 馬利加南山      | - 八通關山 - 秀姑巒山 - 大水窟山 - 郡大山 - 玉山北峰 - 玉山主峰 | |

## 附註
1. ↑  舊入口位於明隧道旁，現已毀壞無法進入；新入口位於東光聚落上方的山腰，由混凝土步道連結公路（開高巷）。